# Estadi Olímpic de Sussa
L'Estadi Olímpic de Sussa (o Stade Olympique de Sousse) és un estadi esportiu de la ciutat de Sussa, a Tunísia.
Inaugurat l'any 1993, va ser seu de la Copa d'Àfrica de Nacions 1994 i de la Copa d'Àfrica de Nacions 2004, així com dels Jocs Mediterranis de 2001.
És la seu del club Étoile du Sahel i té una capacitat per a 28.000 espectadors.

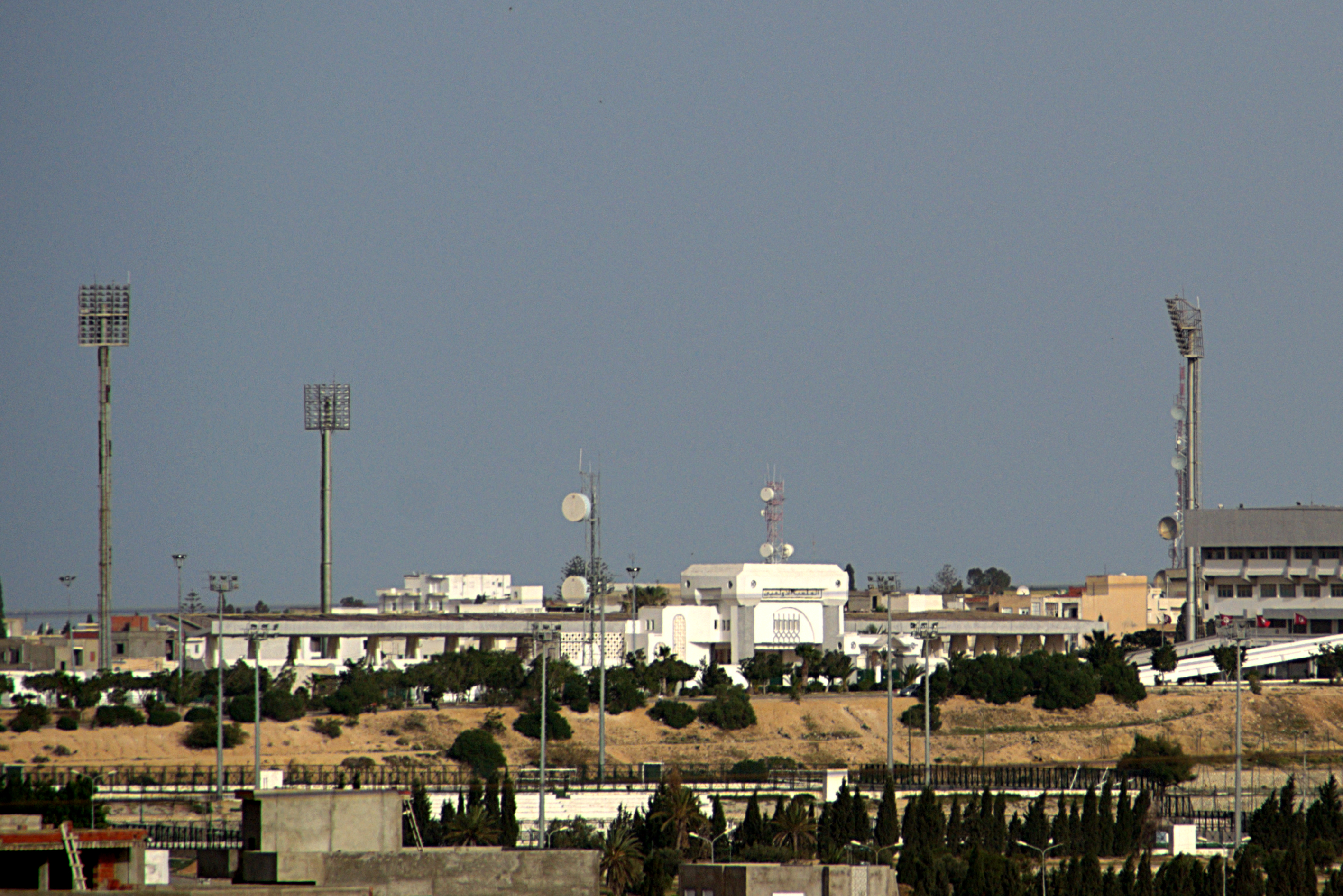
Vista exterior.